# Saison 1 des Dalton
Chronologie
Saison 2
Cet article présente les résumés de la première saison de la série : Les Dalton. La série fut diffusée en France sur Télétoon+, Canal+ et sur France 3 le 23 mai 2010 jusqu'au 15 septembre 2012.

## Épisode 1:Ça bulle pour les Dalton
- France : 23 mai 2010

- France : 0,73 million de téléspectateurs

## Épisode 2:Les Dalton twistés
- France : 24 mai 2010

- France : 0,32 million de téléspectateurs

## Épisode 3:Esprit es-tu là?
- France : 25 mai 2010

- France : 0,80 million de téléspectateurs

## Épisode 4:Le rideau d'eau
- France : 26 mai 2010

## Épisode 16:Zzzzzz!
- France

Pendant un séminaire,Vrai Faucon presente de nombreuses herbes indiennes dont une qui fait dormir. L'opportunité étant trop belle pour la laisser passer, Joe achète tout le sac afin d'endormir tout le monde au pentitencier. Le plan exécuté et parés de masque à gaz artisanaux, les Dalton n'ont plus qu'à ouvrir la porte. Mais sans la clé...en plus que Rantanplan, qui dormait pendant la propagation du nuage soporifique, subit un drôle d'effet secondaire qui va leur donner du fil à retordre.